# Rita Corday
Rita Corday (nacida Jeanne Paule Teipo-Ite-Marma Croset; 20 de octubre de 1920 - 23 de noviembre de 1992) fue una actriz estadounidense reconocida por su participación en 30 películas a lo largo de las décadas de 1940 y 1950. También se la conocía como Paula Corday o Paule Croset.

## Biografía
Rita Corday nació como Jeanne Paule Teipo-Ite-Marma Croset en Papeete, Tahití, una de los dos hijos de padre suizo-francés, Marc Paul Croset, representante itinerante de una empresa relojera suiza, y madre inglesa, Lily Wigglesworth.  Recibió formación teatral en Suiza, París y Shanghaí.
En 1942, RKO Pictures firmó un contrato de larga duración con Corday. Su primera aparición en el cine fue en enero de 1943, en Hitler's Children. Durante su carrera en Hollywood, actuó sobre todo en segundas películas. En sus últimas películas apareció como Paula Corday o Paule Croset.

## Vida personal
En 1943, Corday anunció su compromiso con el alférez de navío Marshall Buell. Se casó con el productor Harold Nebenzal en 1947 y, en 1954, se retiró para criar a sus dos hijos. Se divorciaron en 1961.
Corday falleció el 21 de noviembre de 1992, tras una intervención quirúrgica, por complicaciones de la diabetes. Está enterrada en el Forest Lawn Memorial Park en Hollywood Hills, California.[cita requerida]

## Filmografía
| Año  | Título                           | Papel                           | Notas                                                                          |
| ---- | -------------------------------- | ------------------------------- | ------------------------------------------------------------------------------ |
| 1943 | Hitler's Children                | Joven matrona                   | Sin acreditar                                                                  |
| 1943 | The Falcon Strikes Back          | Mia Bruger                      |                                                                                |
| 1943 | Mr. Lucky                        | Chica                           | Sin acreditar                                                                  |
| 1943 | Mexican Spitfire's Blessed Event |                                 |                                                                                |
| 1943 | The Adventures of a Rookie       | Ruth - Invitada de la fiesta    |                                                                                |
| 1943 | Gildersleeve on Broadway         | Modelo                          | Sin acreditar                                                                  |
| 1943 | Gangway for Tomorrow             | Georgine                        | Sin acreditar                                                                  |
| 1943 | Government Girl                  | Chica en el vestíbulo del hotel | Sin acreditar                                                                  |
| 1943 | The Falcon and the Co-eds        | Marguerita Serena               |                                                                                |
| 1944 | Girl Rush                        | Miembro de la tropa             | Sin acreditar                                                                  |
| 1944 | The Falcon in Hollywood          | Lili D'Allio                    |                                                                                |
| 1945 | Pan-Americana                    | Chica panamericana              | Sin acreditar                                                                  |
| 1945 | The Body Snatcher                | Mrs. Marsh                      |                                                                                |
| 1945 | What a Blonde                    | Sonya                           | Sin acreditar                                                                  |
| 1945 | The Falcon in San Francisco      | Joan Marshall                   |                                                                                |
| 1945 | West of the Pecos                | Suzanne                         |                                                                                |
| 1946 | The Truth About Murder           | Peggy                           |                                                                                |
| 1946 | The Falcon's Alibi               | Joan Meredith                   |                                                                                |
| 1946 | Dick Tracy vs. Cueball           | Mona Clyde                      |                                                                                |
| 1947 | The Exile                        | Katie                           | Acreditada Paule Croset                                                        |
| 1951 | The Sword of Monte Cristo        | Lady Christiane                 | Acreditada como Paula Corday                                                   |
| 1951 | Too Young to Kiss                | Denise Dorcet                   | Acreditada como Paula Corday                                                   |
| 1952 | You for Me                       | Lucille Brown                   | Acreditada como Paula Corday                                                   |
| 1952 | Because You're Mine              | Francesca Landers               | Acreditada como Paula Corday                                                   |
| 1952 | The Black Castle                 | Elga Von Bruno                  | Acreditada como Paula Corday                                                   |
| 1954 | The French Line                  | Celeste                         | Acreditada como Paula Corday                                                   |
| 1956 | G.E. Summer Originals            |                                 | Serie de televisión, episodio "Dawn at Damascus"; acreditada como Paula Corday |